# バックドラフト2/ファイア・チェイサー
『バックドラフト2/ファイア・チェイサー』（原題：Backdraft 2）は、2019年制作のアメリカ合衆国のビデオ映画。監督はゴンサーロ・ロペス＝ガイェゴ、出演はジョー・アンダーソンとアリーシャ・ベイリーなど。消防士を主人公とした映画『バックドラフト』（1991年）の続編。前作の監督ロン・ハワードが製作総指揮を務め、前作にも出演したウィリアム・ボールドウィン、ドナルド・サザーランドが同じ役で出演している。

## ストーリー
ショーン・マカフレイは、前作の主人公スティーブン・ "ブル"・マカフレイの息子で、亡き父と同じシカゴの消防署に所属、パートナーのマギーと共に火災調査官として勤務している。
ある日、ハロウィンの仮装をした子供たちがある屋敷でバックドラフト火災に巻き込まれて死亡するという事件が発生する。ショーンとマギーは調査に乗り出すが、なかなか進展しない。やがて、火災現場の家主夫妻が行方不明になっていることと、この事件の背後に新型ミサイル開発にまつわる陰謀が浮上してくる。

## キャスト
- ショーン・マカフレイ: ジョー・アンダーソン
- マギー・レニング: アリーシャ・ベイリー
- ブライアン・マカフレイ: ウィリアム・ボールドウィン
- ロナルド・バーテル: ドナルド・サザーランド
- ジェニー: ジェサミン・ブリス・ベル
- ワッツ隊長: アラステア・マッケンジー（英語版）
- トゥーイ: アーロン・マカスカー
- フラック: エミリー・バーバー
- ディラン: パトリック・ウォールシュ・マクブライド
- ジャック: ロス・オヘネシー
- ソト: マーク・アーノルド
- ラルフ・クンツ: ドミニク・マフハム（英語版）
- 母親: クリスティーナ・フルトゥル
- リケッツ: シリル・ヌリ（英語版）

## 作品の評価
Rotten Tomatoesによれば、5件の評論のうち高評価は40%にあたる2件で、平均点は10点満点中2点となっている。